# Sophus Müller
Sophus Otto Müller (* 24. Mai 1846 in Kopenhagen; † 23. Februar 1934) war ein dänischer Prähistoriker.

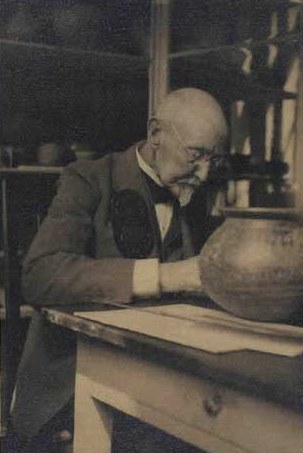
Sophus Müller

## Leben
Müllers Vater war C. Louis Müller. Sophus Müller studierte Philologie an der Universität Kopenhagen und schloss dort 1871 sein Studium mit der Erwerbung des akademischen Grads eines Masters ab. Bis 1876 war er als Lehrer tätig. Während dieser Zeit wirkte er gleichzeitig als Assistent des Museums für nordische Altertümer. 1878 wurde er von dem Museum angestellt und 1880
mit der Dissertation Dyreornamentiken i Norden zum Dr. phil. promoviert.
Ab 1881 war Müller Sekretär der Königlichen Archäologischen Gesellschaft und Herausgeber der Fachzeitschriften Aarböger for Nordisk Oldkyndighed und Nordiske Fortidsminder. 1885 wurde er Inspektor des Museums und 1892, nachdem das Museum zum Dänischen Nationalmuseum umorganisiert worden war, Sekretär der 1. Abteilung des Museums, der Abteilung für nordische Altertümer. 1895 wurde er zum Museumsdirektor ernannt. Im Jahr 1888 erschien sein zweibändiges Werk Ordning af Danmarks Oldsager (Gliederung der Altertümer Dänemarks). Seine Forschungen zur Vorgeschichte Dänemarks fanden 1897 in seinem Werk Vor Oldtid (Unsere Vorgeschichte) ihren Niederschlag. Im Jahr 1921 begab er sich in den Ruhestand.
Im Dezember 1885 wurde er als korrespondierendes Mitglied in die Russische Akademie der Wissenschaften in Sankt Petersburg aufgenommen.

## Veröffentlichungen (Auswahl)
- Die nordische Bronzezeit und deren Periodentheilung., aus dem Dänischen von J. Mestorf, Jena 1878 Digitalisat
- Ordning af Danmarks Oldsager. Drei Bände. Reitzel, Kopenhagen 1888 (zugleich Renouard, Paris; Williams & Norgate, London; Brockhaus, Leipzig; Digitalisat zu Band 1: Stenalderen).
- Vor Oldtid. Danmarks Forhistoriske Archæologi. Det Nordiske Forlag, Kopenhagen 1897 (Digitalisat).